# غابور غيرغلي
غابور غيرغلي (بالمجرية: Gergely Gábor)‏ هو لاعب تنس الطاولة وصحفي مجري، ولد في 21 يونيو 1953 في بودابست في المجر.